# Auchi
Auchi is een stad in Nigeria in de staat Edo. Het is de hoofdplaats van de Local Government Area (LGA) Etsako West. De LGA had in 2006 een bevolking van 198.975 en in 2016 naar schatting een bevolking van 260.700, en dit op een oppervlakte van 944,8 km².
De stad heeft een polytechnische universiteit. De stad ligt aan de autoweg A2 die Benin City verbindt met Kaduna.

## Religie
Auchi is de zetel van een rooms-katholiek bisdom.